# Peter Phelps
Peter Phelps (Sydney, 20 settembre 1960) è un attore australiano.

## Biografia
Phelps ha recitato serie televisive quali: Rescue Special Ops (2009); Underbelly: A Tale of Two Cities (2009), dove impersona l'ispettore Messina; The Restless Years; Sons and Daughters; Wandin Valley; Dottori con le ali. Ha interpretato film come:  Sotto un tetto di stelle (1987), in cui interpreta Patrik; Maya (1989); Point Break - Punto di rottura (1991).

## Filmografia parziale

### Cinema
- Sotto un tetto di stelle (Starlight Hotel), regia di Sam Pillsbury (1987)
- Point Break - Punto di rottura (Point Break), regia di Kathryn Bigelow (1991)
- Lantana, regia di Ray Lawrence (2001)
- Ned Kelly, regia di Gregor Jordan (2003)
- The Square, regia di Nash Edgerton (2008)
- Il coraggio di vincere (Forever Strong), regia di Ryan Little (2008)

### Televisione
- Wandin Valley (A Country Practice) – serie TV, 10 episodi (1981-1993)
- Baywatch – serie TV, 21 episodi (1989-1990)
- Il sentiero delle vedove (Blackwater Trail), regia di Ian Barry – film TV (1995)
- Polizia squadra soccorso (Police Rescue) – serie TV, 3 episodi (1996)
- All Saints – serie TV, 16 episodi (2005-2007)
- Underbelly: A Tale of Two Cities – serie TV, 13 episodi (2009)
- Rescue Special Ops – serie TV, 48 episodi (2009-2011)
- Home and Away – serie TV, 32 episodi (2012-2025)
- Modern Family – serie TV, un episodio (2014)
- Ritorno in Paradiso (Return to Paradise) – serie TV, un episodio (2024)

## Doppiatori italiani
Nelle versioni in italiano delle opere in cui ha recitato, Peter Phelps è stato doppiato da:
- Flavio Arras in Attacco nel deserto
- Luciano Roffi ne Il sentiero delle vedove
- Angelo Maggi in Underbelly
- Pasquale Anselmo in Rescue Special Ops
- Roberto Fidecaro in Ritorno in Paradiso